# Passion Fruit
Passion Fruit – zespół muzyczny powstały w 1999 roku, grający muzykę pop i dance. Tworzyły go trzy dziewczyny i chłopak: Manye Thompson, Viola Schubbe, Carla Sinclair i Mario Zuber. Po nagraniu „The Rigga Ding Dong Song” zespół rozpadł się. Postanowiono zostawić tę samą nazwę zespołu, natomiast powstał nowy skład: Hiszpanka Maria Serrano Serrano, Niemka Nathaly Van Het Ende i Holenderka Debby St. Maarten. W 1999 roku wydali swój najsłynniejszy singel pt. „The Rigga Ding Dong Song”, który wkrótce stał się wielkim hitem. Później wydali dwa kolejne przeboje: „Sun fun baby” i „Wonderland”.
Karierę zespołu przerwała katastrofa lotnicza, która wydarzyła się 24 listopada 2001 na pokładzie samolotu lecącego z Berlina do Zurychu. Zginęły Maria Serrano-Serrano i Nathaly Van Het Ende, a także wokalistka zespołu La Bouche – Melanie Thornton. Przeżyła jedynie trzecia z dziewcząt – Debby St. Maarten, która wraz z ośmioma innymi ocalałymi trafiła z ciężkimi obrażeniami do szpitala.

## Dyskografia

### Albumy
- Spanglish Love Affairs (10 kwietnia 2000)

### Single
- „The Rigga-Ding-Dong-Song” (24 czerwca 1999)
- „Wonderland” (6 marca 2000)
- „Sun Fun Baby (Looky Looky)” (5 czerwca 2000)
- „Bongo Man” (25 czerwca 2001)
- „I’m Dreaming of…A Winter Wonderland” (3 grudnia 2001)